# Котесова, Людмила Степановна
Людмила Степановна Котесова (род. 22 октября 1947 года) — российская государственная деятельница. Депутат Совета Федерации Федерального Собрания Российской Федерации первого созыва от Чукотского автономного округа.

## Биография
Родилась 22 октября 1947 года. Окончила Всесоюзный юридический заочный институт. Доктор юридических наук.
Свою карьеру юрисконсульта начала в Адыгее. В 1989 году Котесова переехала на Чукотку, где стала ответственным секретарём общественной политической организации «Совесть». В 1991 году глава администрации Чукотского автономного округа Александр Назаров назначил Котесову на должность начальника управления юстиции администрации Чукотского автономного округа.
В 1993 году Котесова присоединилась к избирательному блоку «Выбор России» на выборах в Государственную думу, возглавив региональную группу, однако вскоре вышла из партийного списка и баллотировалась в Совет Федерации, по Чукотскому двухмандатному избирательному округу № 87. По результатам Котесова заняла второе место с 25,09 % голосов избирателей, уступив бывшему народному депутату России Майе Эттырынтынной (27,29 % голосов), таким образом, избравшись в верхнюю палату Федерального собрания.
С февраля 1994 — секретарь Комитета СФ по международным делам и член Комиссии СФ по регламенту и парламентским процедурам. Также входила в состав депутатского объединения «Конструктивное сотрудничество», включавшее в себя практически всю радикальную оппозицию и значительную часть политических центристов.
В декабре 1995 года Котесова баллотировалась в Государственную думу II созыва от Вологодской области как независимый кандидат. По результатам в парламент не прошла, заняв лишь 9-е место среди 14 кандидатов по Вологодскому округу, набрав 4,83 % голосов.
После ухода из Совета Федерации Котесова возобновила юридическую практику в Вологде, где основала адвокатское бюро «Людмила Котесова и партнёры». Она также стала участвовать в работе движения «Юристы за права человека и достойную жизнь». На выборах в Государственную думу 1999 года Котесова вновь баллотировалась по Вологодскому округу как кандидат от «Союза правых сил». Она заняла 3-е место в округе, набрав 9,93 % голосов избирателей.
В 2010-х годах возглавляла юридическую коллегию в Москве.
С ноября 2022 по июнь 2023 года была в І составе Исполнительного совета СНД (I съезд народных депутатов (2022) ) в Польше.